# Dioscorea pencana
Dioscorea pencana är en enhjärtbladig växtart som beskrevs av Rodolfo Amando Philippi. Dioscorea pencana ingår i släktet Dioscorea och familjen Dioscoreaceae. Inga underarter finns listade i Catalogue of Life.